# Enrique V de Inglaterra
Enrique V de Inglaterra (Castillo de Monmouth, Gales; 16 de septiembre de 1386-Bosque de Vincennes, Francia; 31 de agosto de 1422) fue rey de Inglaterra y señor de Irlanda desde 1413 hasta su muerte.
Durante el reinado de su padre, Enrique IV, el joven príncipe Enrique adquirió experiencia militar luchando contra los galeses durante la revuelta de Owain Glyndŵr, y contra la poderosa familia Percy de Northumberland, desempeñando un papel central en la batalla de Shrewsbury, a pesar de tener sólo dieciséis años. Al entrar en la edad adulta, Enrique desempeñó un papel cada vez más poderoso en el Gobierno de Inglaterra, debido al declive de la salud de su padre, pero los desacuerdos entre rey y heredero provocaron conflictos políticos entre ambos. Tras la muerte de su padre en marzo de 1413, Enrique ascendió al trono de Inglaterra y asumió el control total del país, reviviendo también la histórica reclamación inglesa al trono francés.
En 1415, Enrique siguió la estela de su bisabuelo, Eduardo III, reanudando la Guerra de los Cien Años con el reino de Francia, iniciando la fase Lancasteriana del conflicto (1415-1453). Su primera campaña militar incluyó la captura del puerto de Harfleur, y una famosa victoria en la Batalla de Agincourt, que inspiró un fervor proto-nacionalista en Inglaterra. Durante su segunda campaña (1417-20), sus ejércitos capturaron París y conquistaron la mayor parte del norte de Francia, incluido el Ducado de Normandía, anteriormente en manos inglesas.
Aprovechando las divisiones políticas dentro de Francia, Enrique ejerció una presión sin precedentes sobre el Rey Carlos VI de Francia ("el Loco"), lo que dio lugar a la mayor posesión de territorio francés por parte de un rey inglés desde el Imperio Angevino. Tras meses de negociación con los representantes de Carlos VI, el Tratado de Troyes (1420) reconoció a Enrique V como regente y heredero al trono francés, desheredando al propio hijo de Carlos, el Delfín Carlos. Enrique se casó posteriormente con la hija de Carlos VI, Catalina de Valois. El tratado ratificó la formación sin precedentes de una unión entre los reinos de Inglaterra y Francia, en la persona de Enrique, a la muerte del enfermo Carlos. Sin embargo, Enrique murió en agosto de 1422, menos de dos meses antes que su suegro, y fue sucedido por su único hijo y heredero, el infante Enrique VI.
Los análisis del reinado de Enrique son variados. Según Charles Ross, fue ampliamente elogiado por su piedad personal, valentía y genio militar; Enrique fue admirado incluso por los cronistas franceses contemporáneos. Sin embargo, su temperamento ocasionalmente cruel y su falta de concentración respecto a los asuntos domésticos le convirtieron en objeto de críticas. No obstante, Adrian Hastings cree que sus afanes militaristas durante la Guerra de los Cien Años fomentaron un fuerte sentimiento de nacionalismo inglés y prepararon el terreno para el ascenso de Inglaterra (más tarde Reino Unido) a la prominencia como potencia mundial dominante.

## Biografía

### Juventud y reivindicaciones sobre Francia
Enrique era el segundo hijo, el primogénito Eduardo murió al nacer en 1382, de Enrique Bolingbroke, duque de Lancaster luego Enrique IV de Inglaterra y de María de Bohun.
Enrique fue nombrado caballero en dos oportunidades. La primera fue a los 12 años de edad, en medio de un campo de batalla irlandés (1399), por la espada de Ricardo II de Inglaterra. El rey inglés llevaba al joven Enrique al combate en calidad de rehén para garantizar el buen comportamiento de su padre Enrique de Lancaster, opositor político de la corona. Prisionero y todo, el muchacho demostró su valor contra los rebeldes irlandeses, lo que le valió este primer espaldarazo. La segunda oportunidad fue por su padre Enrique IV (que ya había derrocado y hecho asesinar a Ricardo II y usurpado el trono), un día antes de la coronación de aquel y de su propia ascensión como Príncipe de Gales.
Al año siguiente, 1400, Enrique IV mandó a su hijo a reprimir una gran rebelión de un jefe galés que reclamaba para sí el principado. En menos de dos años, el joven consiguió sofocar la rebelión, incluidos los ejércitos de dos jefes ingleses que se habían plegado a ella. De los guerreros galeses aprendería el joven Enrique las tácticas guerrilleras que más tarde aplicaría en Francia.
A la muerte de Enrique IV (20 de marzo de 1413), Enrique sube al trono como Enrique V de Inglaterra, y desde el comienzo de su reinado fue su objetivo principal reivindicar para Inglaterra las posesiones francesas que él consideraba como suyas: los ducados de Aquitania, Guyena, Gascuña y Normandía, lo que en aquella época significaba, más o menos, un tercio del reino de Francia.
Bajo el análisis de la historia moderna, se podrían considerar válidos los derechos de Enrique V a dichos ducados. En 1152, la última duquesa independiente de Aquitania, la célebre Leonor, divorciada del rey Luis VII de Francia, se casó con el entonces conde de Anjou y Normandía, Enrique Plantagenet, que luego (1154) sería el rey Enrique II de Inglaterra. Como era lógico, la duquesa Leonor lleva en dote al matrimonio todos sus estados -los ducados ya mencionados-.
Los ingleses perderían Aquitania bajo el reinado de Juan Sin Tierra (1199-1216), hermano de Ricardo Corazón de León y más tarde los otros ducados bajo el reinado de Eduardo III de Inglaterra, en plena guerra de los Cien Años.

### Guerra de los Cien Años y Azincourt
Enrique V decide retomar la lucha por recuperar dichos estados, y lo conseguirá, con una suerte inimaginable: los ataques de locura que padecía el rey Carlos VI de Francia y la guerra civil en dicho país, entre los duques de Borgoña (Juan Sin Miedo) y de Orleans (Carlos I de Orleans), convirtieron ese momento en el ideal para que Enrique V decidiera atacar.
Enrique V hizo formar una gran flota, modernizó el sistema de reclutamiento y agregó nuevas armas y piezas de artillería para su gran ejército: cruzó el canal de la Mancha y en septiembre de 1415 puso sitio a la estratégica ciudad de Harfleur, situada en el estuario del Sena. Pese a haberla tomado, el sitio había causado tantas bajas a los ingleses que Enrique V decide retirarse hasta Calais para regresar a Inglaterra. En el camino, él y su ejército fueron alcanzados por los franceses en la Batalla de Azincourt, donde consiguió una resonante victoria a pesar de ser superado numéricamente.
Esta fue una gran victoria de Enrique V: en la Batalla de Azincourt (25 de octubre) capturó a importantes nobles franceses, entre ellos al mismísimo Carlos I de Orleans, sobrino del rey, que no será liberado de su cautiverio en Inglaterra hasta 1440. Asimismo, se hizo con tres cuartas partes de los territorios que reclamaba.

### Matrimonio

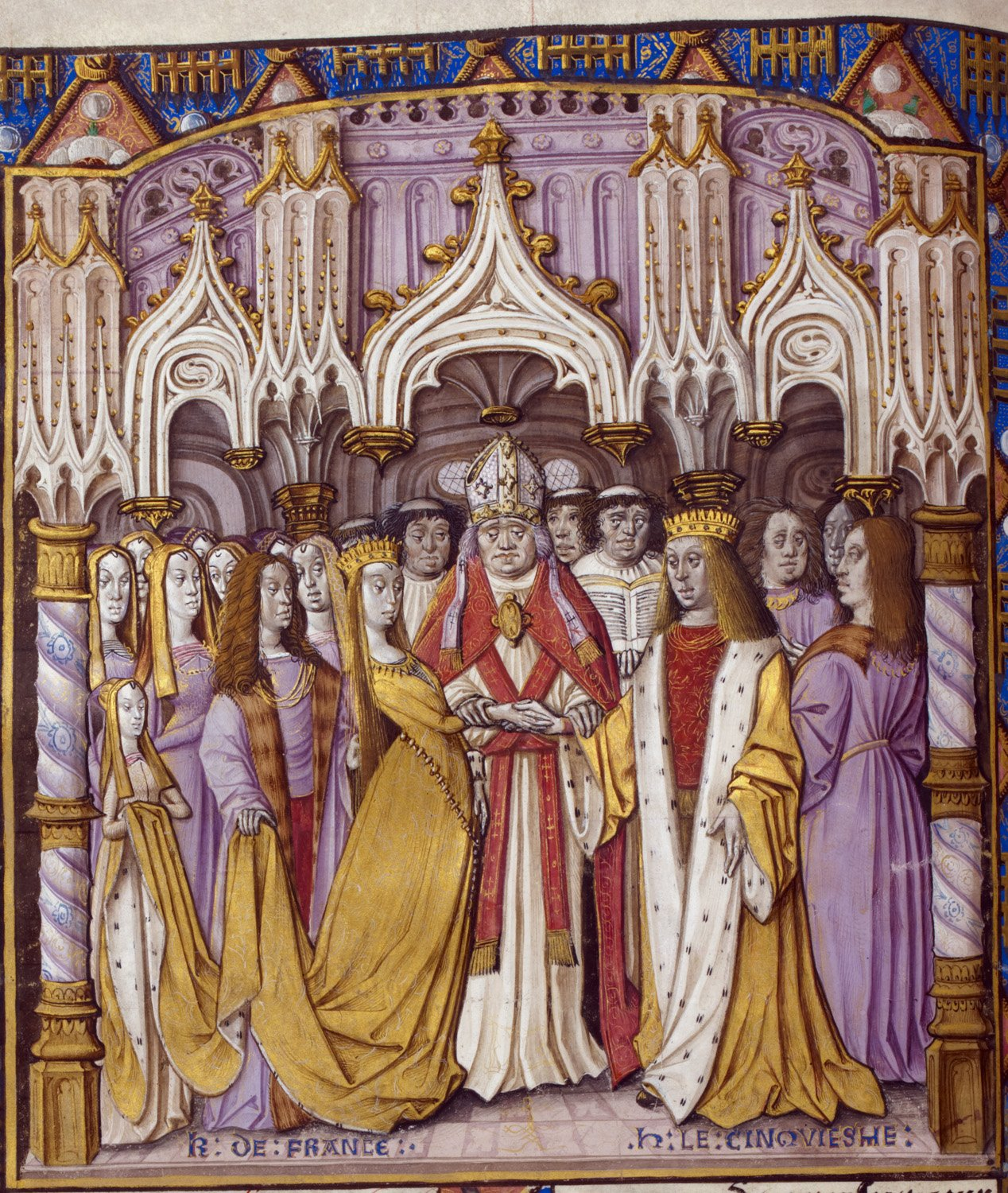
Matrimonio de Enrique V de Inglaterra con Catalina de Valois.

Pero, como hábil estadista que era, Enrique V decide unirse a la dinastía real de los Valois por matrimonio, solicitando la mano de la joven princesa Catalina de Valois, la menor de las seis hijas del rey Carlos VI y la reina Isabel de Baviera.
Mientras gestionaba su matrimonio, presionó al soberano francés a reconocerle su victoria y nombrarle legítimo heredero del trono de Francia.
De este modo, se llega a firmar el Tratado de Troyes de 1420, mediante el cual Carlos VI reconoció a Enrique V como su único heredero tras su matrimonio con Catalina, celebrado en la catedral de la misma ciudad de Troyes el 2 de junio de ese año. En el tratado se estipuló que los descendientes de Enrique V y Catalina serían los sucesores del rey Carlos VI a su muerte. Asimismo, en el Tratado se desheredaba a su hijo el delfín Carlos, al cual su propia madre Isabel acusó de ser bastardo. La firma de este convenio, que equivalía al fenecimiento de la Corona francesa, produjo una gran oleada de patriotismo: muchos de los grandes nobles franceses -como los duques de Bretaña, Alençon, Berry, y otros- rechazaron el tratado y sostuvieron la legitimidad de los derechos del delfín como heredero.

### Muerte
A finales de 1420 Enrique V decide regresar a Inglaterra, llevándose con él a su esposa Catalina. De su matrimonio nacerá un único hijo: el futuro Enrique VI de Inglaterra (castillo de Windsor, 6 de diciembre de 1421-m. asesinado, Torre de Londres, 1471), sucesor de su padre en los tronos de Inglaterra y Francia.
Como la situación en Francia era convulsa e insegura, Enrique V decide regresar al país galo a principios de 1422, dejando a su esposa e hijo en Inglaterra. No volvería a verlos nunca más.
Enfermo de disentería, decide hacer unos últimos esfuerzos por preservar los logros derivados de sus victorias francesas. Ya tan débil que solo podía ser llevado en litera, muere en el Castillo de Vincennes, el 31 de agosto de 1422, dieciséis días antes de cumplir los 36 años de edad. Su cuerpo fue trasladado a Inglaterra y está enterrado en la abadía de Westminster.

## Legado

### Política

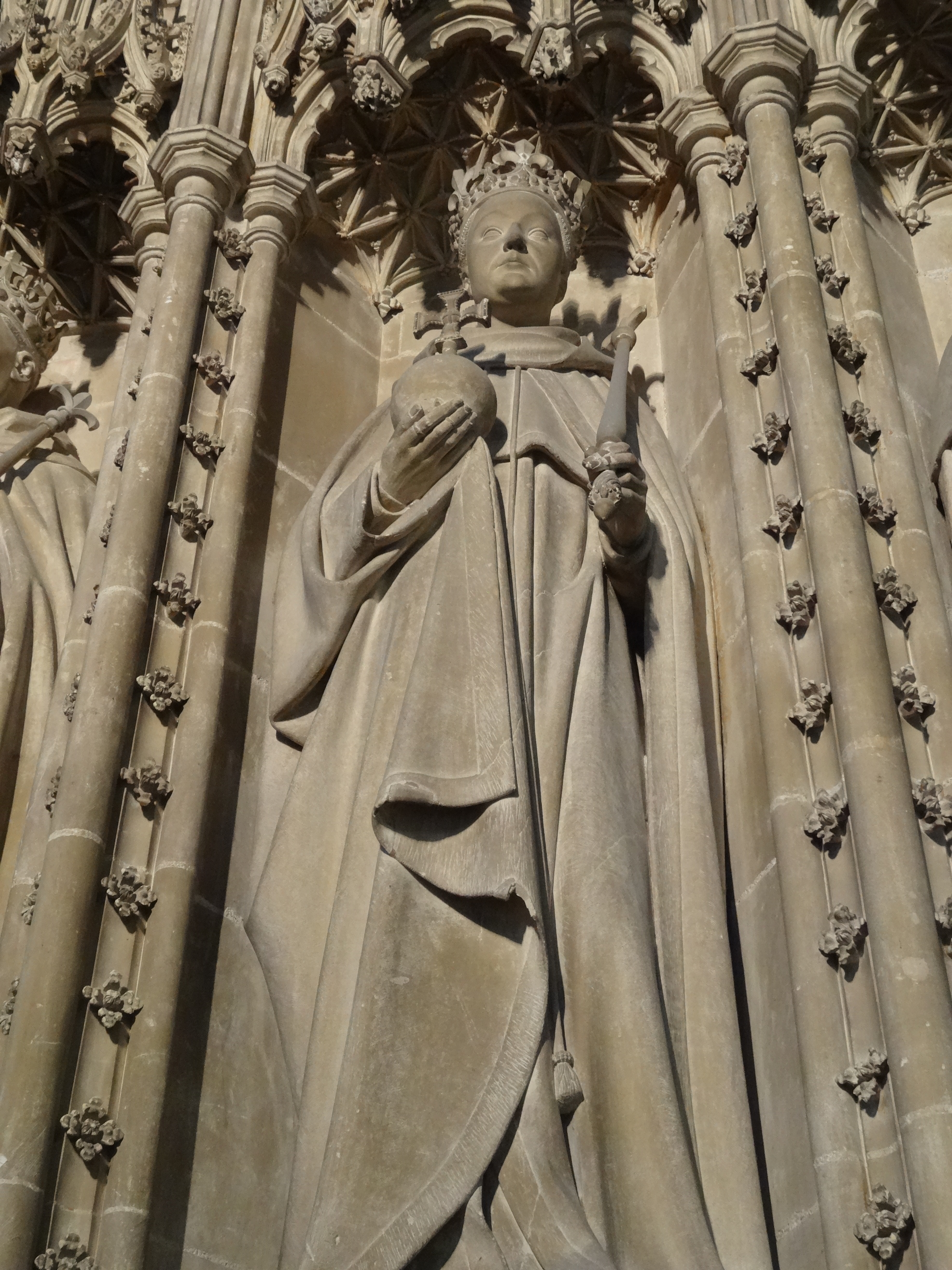
Una estatua de Enrique V en el interior de la Catedral de Canterbury

La muerte de Enrique V a los treinta y cinco años supuso un punto de inflexión político y dinástico para los reinos de Inglaterra y Francia. El gobernante lancasteriano había sido designado para gobernar ambos reinos tras la muerte de Charles VI; ésta se produjo en octubre de 1422, menos de dos meses después de la de Enrique. La prematura muerte de Enrique hizo que su hijo, también llamado Enrique, ascendiera al trono como Rey Enrique VI de Inglaterra a la edad de ocho meses. Debido a la edad del nuevo rey, se formó un Gobierno de regencia por los hermanos supervivientes de Enrique, Juan, duque de Bedford, y Humphrey, duque de Gloucester, que actuó como única fuerza gobernante de Inglaterra y sus posesiones en Francia hasta la mayoría de edad de Enrique VI (en 1437). Aunque durante un tiempo esto resultó en gran medida un éxito, alcanzando Inglaterra su mayor extensión territorial en Francia bajo el mando de Bedford,  el reinado posterior de Enrique VI vio la mayoría de los territorios en poder de los ingleses perdidos o devueltos a los franceses, a través de la reconquista o la secesión diplomática; El poder militar inglés en la región finalmente dejó de existir. Esto marcó el final del éxito militar sostenido de Inglaterra en la Guerra de los Cien Años, con la pérdida de todas sus posesiones históricas y tierras en Francia, con la excepción del Pale de Calais, que siguió siendo el único punto de apoyo de Inglaterra en el continente hasta que fue perdido en 1558.  La pérdida de tierras en Francia fue un factor que contribuyó en gran medida a que los herederos y parientes de Enrique V cayeran en luchas civiles y disputas por la sucesión de la Corona inglesa en las décadas siguientes, que culminaron en la Guerra de las Rosas entre la Casa de Lancaster (de Enrique V) y su rival, la Casa de York. 

### Reputación
A pesar de ello, Enrique V es recordado tanto por sus compatriotas como por sus enemigos como un capaz comandante militar durante la guerra contra Francia y es uno de los monarcas más renombrados de la historia inglesa y británica. Se le considera en gran medida un símbolo del poderío militar inglés, que inspiró a la posterior reyes y reinas de Inglaterra. Su influencia en la historia inglesa, la cultura inglesa y el ejército es profunda. Su victoria en Agincourt tuvo un impacto significativo en la guerra contra los franceses, y llevó a los ingleses a capturar la mayor parte del norte de Francia. Esto condujo al Tratado de Troyes en 1420, en el que Carlos VI de Francia nombró a Enrique su sucesor, aunque Enrique murió dos meses antes que Carlos, en octubre de 1422. Las victorias de Enrique crearon una sensación nacional y provocaron un fervor patriótico entre el pueblo inglés que influiría tanto en el ejército inglés medieval como en el ejército británico durante siglos. Sus continuas victorias contra los franceses durante 1417-1422 dieron lugar a muchas representaciones romantizadas de Enrique V como figura del nacionalismo y el patriotismo, tanto en la literatura y en las reconocidas obras de Shakespeare como en la industria cinematográfica de los tiempos modernos.
Enrique V no sólo es recordado por sus proezas militares, sino también por su mecenazgo arquitectónico. Encargó la construcción de la capilla del King's College y la del Eton College, y aunque algunas de sus obras se interrumpieron tras su muerte, otras fueron continuadas por su hijo y sucesor Enrique VI. También contribuyó a la fundación del monasterio de la Abadía de Syon, completado por Enrique VI durante su vida. En el siglo XVI el monasterio fue demolido como consecuencia del creciente movimiento de la Reforma Inglesa durante el reinado del rey Enrique VIII. Enrique V contribuyó aún más a la iglesia, ya que se vio obligado a sofocar un levantamiento contra la iglesia en la forma del levantamiento lolardo dirigido por el líder lolardo inglés John Oldcastle en 1414, que había sido amigo de Enrique V antes de su rebelión. Enrique también se enfrentó a un golpe orquestado por un pariente y prominente noble, Edmund Mortimer, en la Conspiración de Southampton, y en 1415 hizo frente a una conspiración yorkista para derrocarle. Después de esto, durante el resto de su reinado, Enrique pudo gobernar sin ninguna oposición en su contra.

## Ascendencia
| \| \| \| \| \| \| \| \| \| \| \| \| \| \| \| \| \| \| \| \| 16. Eduardo II de Inglaterra \| \| \| \| \| \| \| \| \| \| \| \| \| \| \| \| \| \| \| \| \| \| \| \| \| \| \| \| \| \| \| \| \| \| \| \| \| \| \| \| \| \| \| \| \| \| \| \| \| \| \| \| \| \| 8. Eduardo III de Inglaterra \| \| \| \| \| \| \| \| \| \| \| \| \| \| \| \| \| \| \| \| \| \| \| \| \| \| \| \| \| \| \| \| \| \| \| \| \| \| \| \| \| \| \| \| \| \| \| \| \| \| \| \| \| \| 17. Isabel de Francia \| \| \| \| \| \| \| \| \| \| \| \| \| \| \| \| \| \| \| \| \| \| \| \| \| \| \| \| \| \| \| \| \| \| \| \| \| \| \| \| \| \| \| \| \| \| \| \| \| \| \| \| \| \| 4. Juan de Inglaterra, duque de Lancaster \| \| \| \| \| \| \| \| \| \| \| \| \| \| \| \| \| \| \| \| \| \| \| \| \| \| \| \| \| \| \| \| \| \| \| \| \| \| \| \| \| \| \| \| \| \| \| \| \| \| \| \| \| \| 18. Guillermo I de Henao \| \| \| \| \| \| \| \| \| \| \| \| \| \| \| \| \| \| \| \| \| \| \| \| \| \| \| \| \| \| \| \| \| \| \| \| \| \| \| \| \| \| \| \| \| \| \| \| \| \| \| \| \| \| 9. Felipa de Henao \| \| \| \| \| \| \| \| \| \| \| \| \| \| \| \| \| \| \| \| \| \| \| \| \| \| \| \| \| \| \| \| \| \| \| \| \| \| \| \| \| \| \| \| \| \| \| \| \| \| \| \| \| \| 19. Juana de Francia (Prima 17) \| \| \| \| \| \| \| \| \| \| \| \| \| \| \| \| \| \| \| \| \| \| \| \| \| \| \| \| \| \| \| \| \| \| \| \| \| \| \| \| \| \| \| \| \| \| \| \| \| \| \| \| \| \| 2. Enrique IV de Inglaterra \| \| \| \| \| \| \| \| \| \| \| \| \| \| \| \| \| \| \| \| \| \| \| \| \| \| \| \| \| \| \| \| \| \| \| \| \| \| \| \| \| \| \| \| \| \| \| \| \| \| \| \| \| \| 20. Enrique de Inglaterra, III conde de Lancaster \| \| \| \| \| \| \| \| \| \| \| \| \| \| \| \| \| \| \| \| \| \| \| \| \| \| \| \| \| \| \| \| \| \| \| \| \| \| \| \| \| \| \| \| \| \| \| \| \| \| \| \| \| \| 10. Enrique de Inglaterra, duque de Lancaster \| \| \| \| \| \| \| \| \| \| \| \| \| \| \| \| \| \| \| \| \| \| \| \| \| \| \| \| \| \| \| \| \| \| \| \| \| \| \| \| \| \| \| \| \| \| \| \| \| \| \| \| \| \| 21. Matilde de Chaworth \| \| \| \| \| \| \| \| \| \| \| \| \| \| \| \| \| \| \| \| \| \| \| \| \| \| \| \| \| \| \| \| \| \| \| \| \| \| \| \| \| \| \| \| \| \| \| \| \| \| \| \| \| \| 5. Blanca de Inglaterra, V condesa de Lancaster \| \| \| \| \| \| \| \| \| \| \| \| \| \| \| \| \| \| \| \| \| \| \| \| \| \| \| \| \| \| \| \| \| \| \| \| \| \| \| \| \| \| \| \| \| \| \| \| \| \| \| \| \| \| 22. Henry de Beaumont, IV conde de Buchan \| \| \| \| \| \| \| \| \| \| \| \| \| \| \| \| \| \| \| \| \| \| \| \| \| \| \| \| \| \| \| \| \| \| \| \| \| \| \| \| \| \| \| \| \| \| \| \| \| \| \| \| \| \| 11. Isabel de Beaumont \| \| \| \| \| \| \| \| \| \| \| \| \| \| \| \| \| \| \| \| \| \| \| \| \| \| \| \| \| \| \| \| \| \| \| \| \| \| \| \| \| \| \| \| \| \| \| \| \| \| \| \| \| \| 23. Alice Comyn \| \| \| \| \| \| \| \| \| \| \| \| \| \| \| \| \| \| \| \| \| \| \| \| \| \| \| \| \| \| \| \| \| \| \| \| \| \| \| \| \| \| \| \| \| \| \| \| \| \| \| \| \| \| 1. Enrique V de Inglaterra \| \| \| \| \| \| \| \| \| \| \| \| \| \| \| \| \| \| \| \| \| \| \| \| \| \| \| \| \| \| \| \| \| \| \| \| \| \| \| \| \| \| \| \| \| \| \| \| \| \| \| \| \| \| 24. Humphrey de Bohun, IV conde de Hereford \| \| \| \| \| \| \| \| \| \| \| \| \| \| \| \| \| \| \| \| \| \| \| \| \| \| \| \| \| \| \| \| \| \| \| \| \| \| \| \| \| \| \| \| \| \| \| \| \| \| \| \| \| \| 12. William de Bohun, I conde de Northampton \| \| \| \| \| \| \| \| \| \| \| \| \| \| \| \| \| \| \| \| \| \| \| \| \| \| \| \| \| \| \| \| \| \| \| \| \| \| \| \| \| \| \| \| \| \| \| \| \| \| \| \| \| \| 25. Isabel de Inglaterra (Hermana de 16) \| \| \| \| \| \| \| \| \| \| \| \| \| \| \| \| \| \| \| \| \| \| \| \| \| \| \| \| \| \| \| \| \| \| \| \| \| \| \| \| \| \| \| \| \| \| \| \| \| \| \| \| \| \| 6. Humphrey de Bohun, VII conde de Hereford \| \| \| \| \| \| \| \| \| \| \| \| \| \| \| \| \| \| \| \| \| \| \| \| \| \| \| \| \| \| \| \| \| \| \| \| \| \| \| \| \| \| \| \| \| \| \| \| \| \| \| \| \| \| 26. Bartholomew de Badlesmere, I Barón Badlesmere \| \| \| \| \| \| \| \| \| \| \| \| \| \| \| \| \| \| \| \| \| \| \| \| \| \| \| \| \| \| \| \| \| \| \| \| \| \| \| \| \| \| \| \| \| \| \| \| \| \| \| \| \| \| 13. Elizabeth de Badlesmere \| \| \| \| \| \| \| \| \| \| \| \| \| \| \| \| \| \| \| \| \| \| \| \| \| \| \| \| \| \| \| \| \| \| \| \| \| \| \| \| \| \| \| \| \| \| \| \| \| \| \| \| \| \| 27. Margaret de Clare, baronesa Badlesmere \| \| \| \| \| \| \| \| \| \| \| \| \| \| \| \| \| \| \| \| \| \| \| \| \| \| \| \| \| \| \| \| \| \| \| \| \| \| \| \| \| \| \| \| \| \| \| \| \| \| \| \| \| \| 3. María de Bohun \| \| \| \| \| \| \| \| \| \| \| \| \| \| \| \| \| \| \| \| \| \| \| \| \| \| \| \| \| \| \| \| \| \| \| \| \| \| \| \| \| \| \| \| \| \| \| \| \| \| \| \| \| \| 28. Edmund FitzAlan, IX conde de Arundel \| \| \| \| \| \| \| \| \| \| \| \| \| \| \| \| \| \| \| \| \| \| \| \| \| \| \| \| \| \| \| \| \| \| \| \| \| \| \| \| \| \| \| \| \| \| \| \| \| \| \| \| \| \| 14. Richard FitzAlan, X conde de Arundel \| \| \| \| \| \| \| \| \| \| \| \| \| \| \| \| \| \| \| \| \| \| \| \| \| \| \| \| \| \| \| \| \| \| \| \| \| \| \| \| \| \| \| \| \| \| \| \| \| \| \| \| \| \| 29. Alice de Warenne \| \| \| \| \| \| \| \| \| \| \| \| \| \| \| \| \| \| \| \| \| \| \| \| \| \| \| \| \| \| \| \| \| \| \| \| \| \| \| \| \| \| \| \| \| \| \| \| \| \| \| \| \| \| 7. Joan Fitzalan \| \| \| \| \| \| \| \| \| \| \| \| \| \| \| \| \| \| \| \| \| \| \| \| \| \| \| \| \| \| \| \| \| \| \| \| \| \| \| \| \| \| \| \| \| \| \| \| \| \| \| \| \| \| 30. Enrique de Inglaterra, III conde de Lancaster (=20) \| \| \| \| \| \| \| \| \| \| \| \| \| \| \| \| \| \| \| \| \| \| \| \| \| \| \| \| \| \| \| \| \| \| \| \| \| \| \| \| \| \| \| \| \| \| \| \| \| \| \| \| \| \| 15. Leonor de Inglaterra \| \| \| \| \| \| \| \| \| \| \| \| \| \| \| \| \| \| \| \| \| \| \| \| \| \| \| \| \| \| \| \| \| \| \| \| \| \| \| \| \| \| \| \| \| \| \| \| \| \| \| \| \| \| 31. Matilde de Chaworth (=21) \| \| \| \| \| \| \| \| \| \| \| \| \| \| \| \| \| \| \| \| \| \| \| \| \| \| \| \| \| \| \| \| \| \| \| \| \| \| \| \| \| \| \| \| \| \| \| \| \| \| \| \| |                                                         |  |  |  |  |  |  |  |  |  |  |  |  |  |  |  |
| |                                                         |  |  |  |  |  |  |  |  |  |  |  |  |  |  |  |
| | 16. Eduardo II de Inglaterra                            |  |  |  |  |  |  |  |  |  |  |  |  |  |  |  |
| |                                                         |  |  |  |  |  |  |  |  |  |  |  |  |  |  |  |
| |                                                         |  |  |  |  |  |  |  |  |  |  |  |  |  |  |  |
| | 8. Eduardo III de Inglaterra                            |  |  |  |  |  |  |  |  |  |  |  |  |  |  |  |
| |                                                         |  |  |  |  |  |  |  |  |  |  |  |  |  |  |  |
| |                                                         |  |  |  |  |  |  |  |  |  |  |  |  |  |  |  |
| | 17. Isabel de Francia                                   |  |  |  |  |  |  |  |  |  |  |  |  |  |  |  |
| |                                                         |  |  |  |  |  |  |  |  |  |  |  |  |  |  |  |
| |                                                         |  |  |  |  |  |  |  |  |  |  |  |  |  |  |  |
| | 4. Juan de Inglaterra, duque de Lancaster               |  |  |  |  |  |  |  |  |  |  |  |  |  |  |  |
| |                                                         |  |  |  |  |  |  |  |  |  |  |  |  |  |  |  |
| |                                                         |  |  |  |  |  |  |  |  |  |  |  |  |  |  |  |
| | 18. Guillermo I de Henao                                |  |  |  |  |  |  |  |  |  |  |  |  |  |  |  |
| |                                                         |  |  |  |  |  |  |  |  |  |  |  |  |  |  |  |
| |                                                         |  |  |  |  |  |  |  |  |  |  |  |  |  |  |  |
| | 9. Felipa de Henao                                      |  |  |  |  |  |  |  |  |  |  |  |  |  |  |  |
| |                                                         |  |  |  |  |  |  |  |  |  |  |  |  |  |  |  |
| |                                                         |  |  |  |  |  |  |  |  |  |  |  |  |  |  |  |
| | 19. Juana de Francia (Prima 17)                         |  |  |  |  |  |  |  |  |  |  |  |  |  |  |  |
| |                                                         |  |  |  |  |  |  |  |  |  |  |  |  |  |  |  |
| |                                                         |  |  |  |  |  |  |  |  |  |  |  |  |  |  |  |
| | 2. Enrique IV de Inglaterra                             |  |  |  |  |  |  |  |  |  |  |  |  |  |  |  |
| |                                                         |  |  |  |  |  |  |  |  |  |  |  |  |  |  |  |
| |                                                         |  |  |  |  |  |  |  |  |  |  |  |  |  |  |  |
| | 20. Enrique de Inglaterra, III conde de Lancaster       |  |  |  |  |  |  |  |  |  |  |  |  |  |  |  |
| |                                                         |  |  |  |  |  |  |  |  |  |  |  |  |  |  |  |
| |                                                         |  |  |  |  |  |  |  |  |  |  |  |  |  |  |  |
| | 10. Enrique de Inglaterra, duque de Lancaster           |  |  |  |  |  |  |  |  |  |  |  |  |  |  |  |
| |                                                         |  |  |  |  |  |  |  |  |  |  |  |  |  |  |  |
| |                                                         |  |  |  |  |  |  |  |  |  |  |  |  |  |  |  |
| | 21. Matilde de Chaworth                                 |  |  |  |  |  |  |  |  |  |  |  |  |  |  |  |
| |                                                         |  |  |  |  |  |  |  |  |  |  |  |  |  |  |  |
| |                                                         |  |  |  |  |  |  |  |  |  |  |  |  |  |  |  |
| | 5. Blanca de Inglaterra, V condesa de Lancaster         |  |  |  |  |  |  |  |  |  |  |  |  |  |  |  |
| |                                                         |  |  |  |  |  |  |  |  |  |  |  |  |  |  |  |
| |                                                         |  |  |  |  |  |  |  |  |  |  |  |  |  |  |  |
| | 22. Henry de Beaumont, IV conde de Buchan               |  |  |  |  |  |  |  |  |  |  |  |  |  |  |  |
| |                                                         |  |  |  |  |  |  |  |  |  |  |  |  |  |  |  |
| |                                                         |  |  |  |  |  |  |  |  |  |  |  |  |  |  |  |
| | 11. Isabel de Beaumont                                  |  |  |  |  |  |  |  |  |  |  |  |  |  |  |  |
| |                                                         |  |  |  |  |  |  |  |  |  |  |  |  |  |  |  |
| |                                                         |  |  |  |  |  |  |  |  |  |  |  |  |  |  |  |
| | 23. Alice Comyn                                         |  |  |  |  |  |  |  |  |  |  |  |  |  |  |  |
| |                                                         |  |  |  |  |  |  |  |  |  |  |  |  |  |  |  |
| |                                                         |  |  |  |  |  |  |  |  |  |  |  |  |  |  |  |
| | 1. Enrique V de Inglaterra                              |  |  |  |  |  |  |  |  |  |  |  |  |  |  |  |
| |                                                         |  |  |  |  |  |  |  |  |  |  |  |  |  |  |  |
| |                                                         |  |  |  |  |  |  |  |  |  |  |  |  |  |  |  |
| | 24. Humphrey de Bohun, IV conde de Hereford             |  |  |  |  |  |  |  |  |  |  |  |  |  |  |  |
| |                                                         |  |  |  |  |  |  |  |  |  |  |  |  |  |  |  |
| |                                                         |  |  |  |  |  |  |  |  |  |  |  |  |  |  |  |
| | 12. William de Bohun, I conde de Northampton            |  |  |  |  |  |  |  |  |  |  |  |  |  |  |  |
| |                                                         |  |  |  |  |  |  |  |  |  |  |  |  |  |  |  |
| |                                                         |  |  |  |  |  |  |  |  |  |  |  |  |  |  |  |
| | 25. Isabel de Inglaterra (Hermana de 16)                |  |  |  |  |  |  |  |  |  |  |  |  |  |  |  |
| |                                                         |  |  |  |  |  |  |  |  |  |  |  |  |  |  |  |
| |                                                         |  |  |  |  |  |  |  |  |  |  |  |  |  |  |  |
| | 6. Humphrey de Bohun, VII conde de Hereford             |  |  |  |  |  |  |  |  |  |  |  |  |  |  |  |
| |                                                         |  |  |  |  |  |  |  |  |  |  |  |  |  |  |  |
| |                                                         |  |  |  |  |  |  |  |  |  |  |  |  |  |  |  |
| | 26. Bartholomew de Badlesmere, I Barón Badlesmere       |  |  |  |  |  |  |  |  |  |  |  |  |  |  |  |
| |                                                         |  |  |  |  |  |  |  |  |  |  |  |  |  |  |  |
| |                                                         |  |  |  |  |  |  |  |  |  |  |  |  |  |  |  |
| | 13. Elizabeth de Badlesmere                             |  |  |  |  |  |  |  |  |  |  |  |  |  |  |  |
| |                                                         |  |  |  |  |  |  |  |  |  |  |  |  |  |  |  |
| |                                                         |  |  |  |  |  |  |  |  |  |  |  |  |  |  |  |
| | 27. Margaret de Clare, baronesa Badlesmere              |  |  |  |  |  |  |  |  |  |  |  |  |  |  |  |
| |                                                         |  |  |  |  |  |  |  |  |  |  |  |  |  |  |  |
| |                                                         |  |  |  |  |  |  |  |  |  |  |  |  |  |  |  |
| | 3. María de Bohun                                       |  |  |  |  |  |  |  |  |  |  |  |  |  |  |  |
| |                                                         |  |  |  |  |  |  |  |  |  |  |  |  |  |  |  |
| |                                                         |  |  |  |  |  |  |  |  |  |  |  |  |  |  |  |
| | 28. Edmund FitzAlan, IX conde de Arundel                |  |  |  |  |  |  |  |  |  |  |  |  |  |  |  |
| |                                                         |  |  |  |  |  |  |  |  |  |  |  |  |  |  |  |
| |                                                         |  |  |  |  |  |  |  |  |  |  |  |  |  |  |  |
| | 14. Richard FitzAlan, X conde de Arundel                |  |  |  |  |  |  |  |  |  |  |  |  |  |  |  |
| |                                                         |  |  |  |  |  |  |  |  |  |  |  |  |  |  |  |
| |                                                         |  |  |  |  |  |  |  |  |  |  |  |  |  |  |  |
| | 29. Alice de Warenne                                    |  |  |  |  |  |  |  |  |  |  |  |  |  |  |  |
| |                                                         |  |  |  |  |  |  |  |  |  |  |  |  |  |  |  |
| |                                                         |  |  |  |  |  |  |  |  |  |  |  |  |  |  |  |
| | 7. Joan Fitzalan                                        |  |  |  |  |  |  |  |  |  |  |  |  |  |  |  |
| |                                                         |  |  |  |  |  |  |  |  |  |  |  |  |  |  |  |
| |                                                         |  |  |  |  |  |  |  |  |  |  |  |  |  |  |  |
| | 30. Enrique de Inglaterra, III conde de Lancaster (=20) |  |  |  |  |  |  |  |  |  |  |  |  |  |  |  |
| |                                                         |  |  |  |  |  |  |  |  |  |  |  |  |  |  |  |
| |                                                         |  |  |  |  |  |  |  |  |  |  |  |  |  |  |  |
| | 15. Leonor de Inglaterra                                |  |  |  |  |  |  |  |  |  |  |  |  |  |  |  |
| |                                                         |  |  |  |  |  |  |  |  |  |  |  |  |  |  |  |
| |                                                         |  |  |  |  |  |  |  |  |  |  |  |  |  |  |  |
| | 31. Matilde de Chaworth (=21)                           |  |  |  |  |  |  |  |  |  |  |  |  |  |  |  |
| |                                                         |  |  |  |  |  |  |  |  |  |  |  |  |  |  |  |
| |                                                         |  |  |  |  |  |  |  |  |  |  |  |  |  |  |  |

## Filmografía
| Año  | Película                | Director         | Intérprete        |
| ---- | ----------------------- | ---------------- | ----------------- |
| 1944 | Enrique V               | Laurence Olivier | Laurence Olivier  |
| 1965 | Campanadas a medianoche | Orson Welles     | Keith Baxter      |
| 1989 | Enrique V               | Kenneth Branagh  | Kenneth Branagh   |
| 2012 | The Hollow Crown        | Sam Mendes       | Tom Hiddleston    |
| 2019 | El rey                  | David Michod     | Timothée Chalamet |

## Títulos
| Títulos Reales                       |                                                                    |                                   |
| Predecesor: Enrique IV de Inglaterra | Rey de Inglaterra, Duque de Aquitania y Señor de Irlanda 1413-1422 | Sucesor: Enrique VI de Inglaterra |
| Nobleza de Inglaterra                |                                                                    |                                   |
| Predecesor: Ricardo de Burdeos       | Príncipe de Gales 1399-1413                                        | Sucesor: Eduardo de Westminster   |
| Predecesor: Ricardo de Burdeos       | Duque de Cornualles 1399-1413                                      | Sucesor: Eduardo de Westminster   |